# 아즈망가 대왕
《아즈망가 대왕》(あずまんが大王 아즈만가 다이오)[*]은 아즈마 키요히코의 만화와 이를 원작으로 하는 애니메이션이다.

## 개요
원작 만화는 4컷 형식으로 되어있다. 《아즈망가 대왕》은 아즈마(작가이름)+망가(일본어로 만화라는 뜻)+대왕(만화가 연재되는 잡지인 大王 다이오[*])의 합성어이다.
대한민국에서는 투니버스에서 애니메이션이 방송되었다. 원작의 만화책이 정식 발매전부터 큰 인기를 끌자, 대원씨아이에서 2002년 1월 31일 한정판 1500부와 일반판을 출시하였다. 한정판은 만화시장의 큰 불황에도 불구하고 인기가 아주 높았다.
남녀 공학을 배경으로 한 학원 코미디물이다. 등장인물의 대다수는 여고생이다. 특정 주인공은 존재하지 않고 주요 캐릭터들에게 고르게 비중이 맞춰져 있다. 봄에는 학년이 올라가고, 가을에는 체육회나 문화제를 하는 등, 작품의 시간은 현실의 시간 흐름과 일치한다. 고교 3년이 끝남과 동시에 작품도 종료된다. 타이틀은 화려하지만 내용 자체는 자극적이지 않은 연출 및 간략화된 인물과 배경 묘사가 주를 이룬다.
원작의 인기에 힘입어 2000년 《아즈망가 Web 대왕》이 공개되었으며, 뒤이어 2001년 6분 정도 단편 분량으로 《아즈망가 대왕 THE ANIMATION》이 공개되었다. 이후 2001년 성우 및 스탭진을 그대로 기용하여 26회 분량으로 텔레비전 연재물로 제작된다.
아즈마 키요히코의 데뷔작은 아니지만, 인지도를 크게 높여 준 작품이라고 볼 수 있다.
2009년 5월에 연재 시작 10주년 기념으로 내용이 추가되고 몇몇 장면의 그림을 새로 그린 확장판 발간이 결정되었고 쇼가쿠칸의 새 잡지 겟산에 새로운 내용이 일부 연재되었다.

## 줄거리
불과 10살인데도 머리가 비상하게 똑똑하여 초등학교 5학년에서 고등학교 1학년에 입학하게 된 천재소녀 미하마 치요가 학교에서 여러 개성있는 언니들과 선생님들을 만나면서 펼쳐지는 이야기들이다.
고등학교 1학년에는 전학온 오사카, 여름방학 치요별장, 학원제(학예회), 유카리와 냐모의 관계운동회, 문화재 등의 스토리가, 고등학교 2학년에는 새해맞이, 학예회, 시험기간, 문화재, 카구라가 합해진 체육대회, 키무라 선생 가족, 마지막으로 고등학교 3학년 새해기도, 공부를 위한(?) 여름캠프, 수학여행, 각자의 진로직업, 대학시험, 대학입시와 결과발표, 영원히 함께의 주제로 스토리가 완결된다.

## 등장인물
아즈망가 대왕의 등장인물

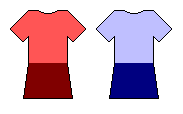
아즈망가 대왕의 교복 배색. 춘추동복(왼쪽)과 하복(오른쪽)

* 한국어판에서의 인물명의 경우 만화는 본래의 명칭을 사용하며, 추가적으로 표기된 명칭은 애니메이션판에서 사용함.
미하마 치요(美浜ちよ 미하마 지요[*], 한국어판 - 윤나라)
성우 - 카네다 토모코, 여민정
애칭은 치요찬(ちよちゃん).천재 소녀이며, 매우 귀여운 외모를 갖고 있다. 무려 다섯 학년을 월반하여 고등학교 1학년에 입학했다. 똑똑한데다 부자라서 부러움과 질투를 산다. 갈래머리 두 개는 만화와 애니메이션 전반에 걸쳐 개그의 소재로 사용된다. 오사카의 꿈 속에서는 갈래머리를 이용해 날아다니기도 한다.
카스가 아유무(春日歩 가스가 아유무[*](오사카상), 한국어판 - 맹순정(부산댁))
성우 - 마츠오카 유키, 양정화
오사카(부산)에서 전학온 아이로 관서 사투리를 쓴다. 공상에 자주 빠지며 잠이 많고, 뭐든지 금세 잊어버린다. 엉뚱하고 4차원 적인 구석이 있다. 투니버스 방영시에는 오사카 사투리가 '경상도 사투리'로 현지화되어 방영되었다.
타키노 토모(滝野智 다키노 도모[*], 한국어판 - 양소란)
성우 - 히구치 치에코, 박선영
단순하고,과격하고,무식한데다가 다혈질의 소녀라서 누구도 못말린다. 학교에서는 트러블 메이커로 불리고 있고 코요미(재경)와는 둘도 없는 친구지만 만나기만 하면 싸운다.
미즈하라 코요미(水原暦 미즈하라 고요미[*], 한국어판 - 박재경)
성우 - 타나카 리에, 한채언
치요와 맞먹을 정도로 공부를 잘한다. 타키노 토모(소란)와는 어릴적부터 친구로 지내온 사이로 매일 다투면서도 뗄 수 없는 사이다. 치명적인 단점은 음치라는 것이다. 별명은 요미.
사카키(榊, 한국어판 - 이태희)
성우 - 아사카와 유, 이계윤
과묵한 성격에 운동을 잘한다. 교내 운동부에서 사카키(태희)를 영입하려 하지만, 운동보다는 고양이와 인형같은 귀여운 것에 관심이 많고 좋아한다. 하지만 고양이들은 그렇게 생각하지 않는 듯. 마침내 오키나와 수학여행 때 마야를 데려와 키우게 된다.
카구라(神楽 가구라[*], 한국어판 - 나승리)
성우 - 쿠와시마 호코, 박경혜
사카키(태희)와 운동으로 라이벌 관계라고 스스로 생각하고 있지만, 사카키 쪽은 신경쓰지 않고 있다. 착하고 성실하지만 단순하고 무식한 면은 토모(소란)과 똑같다. 공부를 영 못한다.
카오리(かおり 가오리[*], 한국어판 - 봉주연)
성우 - 노가와 사쿠라, 한신정
애칭 카오링(かおりん),한국어 더빙판에선 '쭈연'. 사카키의 열광적인 팬. 키무라는 그녀를 좋아하나 그녀는 키무라를 싫어하고 있다. 후반부에 갈수록 비중이 없어지는 비운의 인물.
타니자키 유카리(谷崎ゆかり 다니자키 유카리[*], 한국어판 - 조지나)
성우 - 히라마츠 아키코, 이현진
주요 등장인물들의 담임 교사로 영어 담당이다. 선생답지 않게 신작 게임을 사기 위해 학교를 지각하는 등 게으른 모습을 자주 보여준다.
쿠로사와 미나모(黒沢みなも 구로사와 미나모[*], 한국어판 - 주세미(수세미))
성우 - 히사카와 아야, 함수정
체육 선생님으로 유카리와는 친구 사이다. 유카리는 그녀를 냐모(수세미)로 부르고 있다.
키무라(木村 기무라[*], 한국어판 - 변태식)
성우 - 이시이 코지, 이주창
고전문학 교사로 여자를 밝히고 음침한 외모로 학생들에게 요주의 인물로 찍혔다. 하지만 자선단체에 1만엔을 기부하거나 굉장한 미모의 부인을 두고 있는 등 의외의 모습도 보여준다.
치요 아버지(ちよ父 지요치치[*], 한국어판 - 나라 아빠)
성우 - 와카모토 노리오, 정명준
고양이 모양의 인형. 사카키와 오사카의 꿈에 치요의 아버지로 나타난다. 실제 치요의 가족은 작품 중에서 직접적으로 등장하지 않는다.
타다키치(忠吉さん 다다키치산[*], 한국어판 - 장군이)
치요가 기르는 그레이트 피레니즈 종의 개이다. 굉장히 순해서 사람들(사카키(태희) 포함)에게 대들지 않는다.
카미네코(かみねこ 가미네코[*], 한국어판 - 깨무는 고양이)
자주 등장하는데 사카키가 이 고양이를 만지려고만 하면 손을 깨물어버린다.
마야(マヤー, 한국어판 - 마야)
사카키를 따르는 유일한 고양이로 수학여행때 우연히 발견했다. 일본의 천연기념물인 이리오모테 산고양이(고양이가 아니고, 살쾡이이다)종으로 섬 밖으로 가져나가는 것이 불법이기에 사카키가 쫓아낸다. 하지만 마야의 어미가 죽었다는 걸 인터넷 뉴스를 통해 알게 된다. 그 날 치요와 사카키가 깨무는 고양이들에게 공격을 당할 뻔 하지만 갑자기 나타난 마야가 구해준다. 그 뒤 치요의 집에서 길러지게 된다.
키무라의 부인(木村の奥さん 기무라노오쿠산[*])
성우 - 오오하라 사야카, 김선혜
상당한 미인이지만 백치미를 보이고 있으며 남편 키무라를 매우 사랑하여 그를 변호해주지만 학생들은 그녀를 이해하지 못하고 있다.
치히로(千尋 지히로[*], 한국어판 - 김혜은)
카오리(주연)의 친한 친구다.

## 만화

### 원판
1. (일본어) 2000년 2월 10일 발행, ISBN 4-8402-1467-0 / (한국어) 2002년 2월 1일 발행 ISBN 89-528-3572-7
2. (일본어) 2000년 10월 27일 발행, ISBN 4-8402-1691-6 | (한국어) 2002년 3월 1일 발행, ISBN 89-528-3572-7
3. (일본어) 2001년 9월 10일 발행, ISBN 4-8402-1943-5 | (한국어) 2002년 6월 1일 발행, ISBN 89-528-3852-1
4. (일본어) 2002년 6월 10일 발행, ISBN 4-8402-2128-6 | (한국어) 2002년 11월 1일 발행, ISBN 89-528-5331-8

### 일어 신장판
1. (일본어) 아즈망가 대왕 1년생 (2009년 6월 16일 발행), ISBN 978-4-09-121695-3
2. (일본어) 아즈망가 대왕 2년생 (2009년 7월 22일 발행), ISBN 978-4-09-121696-0
3. (일본어) 아즈망가 대왕 3년생 (2009년 8월 23일 발행), ISBN 978-4-09-121697-7

### 오피셜 인포메이션 북
- 오사카 만박
  - (일본어) 2009년 10월 27일 발행, ISBN 978-4-04-868060-8
  - (한국어) 2010년 7월 30일 발행, ISBN 978-89-252-6537-7

## 애니메이션
- 2002년에 TV도쿄에서 방송됨. 총 26화이며, 한국어판은 투니버스에서 방영되었음.

### 부제(방영 타이틀)
- 부제목(DVD-BOX판 풀이/원어)

1. 입학식 (入学式)
  1. 꼬마 고등학생 (こども高校生)
  2. 천재입니다 (天才です)
  3. 무서울까? (こわいかな?)
  4. 폭주 토모 짱! (爆走ともちゃん!)
  5. 오사카 사람이다 (大阪人や)
2. 오사카의 하루（大阪の一日）
  1. 오늘도 오사카 (今日も大阪)
  2. 체육·배구 (体育・バレーボール)
  3. 딸꾹질 (しゃっくり)
  4. 뇌가 (脳が)
  5. 오뉴- (おにゅー)
3. 유카리와 냐모 (ゆかりとにゃも)
  1. 냐모 (にゃも)
  2. 파벌전쟁 (派閥闘争)
  3. 유카리가 왔다 (ゆかりがきた)
  4. 나쁘지 않은 걸(悪くないもん)
  5. 어디까지라도 (どこまでも)
4. 수영장 (プール!)
  1. 즐거운 직업 (楽しい職業)
  2. 수영장, 수영장, 수영장(プールプールプール)
  3. 리본 (りぼん)
  4. 단 둘이 (ふたりっきり)
  5. 좋은사람? (いいひと?)
5. 여름방학 (夏休み)
  1. 여름방학(なつやすみ)
  2. 어서오세요. 치요의 방에 (ようこそちよの部屋へ)
  3. 초대 (ご招待)
  4. 단 둘이 (ふたりっきり)
  5. 경험자 말해 (経験者語って)
6. 승리의 방정식
7. 마스코트
8. 오사카의 첫꿈
9. 만질 수 없다면
10. 선배답게 룰루랄라
11. 때릴 건 없었는데
12. 사카키와 카구라 (榊と神楽)
  1. 치요 짱의 하루 (ちよちゃんの一日)
  2. 고등학교 친구 (高校のともだち)
  3. 점심 (お昼)
  4. 오후 (ごご)
  5. 줄넘기 (なわとび)
13. 중간고사 (中間テスト)
  1. 노 가드 전법 (ノーガード戦法)
  2. (S)
  3. 중간고사 (中間テスト)
  4. 결성 (結成)
  5. 능력 (能力)
14. 어른의 세계
15. 키무라가 사람들
16. 선전효과
17. 오사카의 괴담
18. 들뜬 요미
19. 하품의 명인
20. 유카리 선생님의 생일
21. 다이빙 체험
22. 아직 끝나지 않았어
23. 분위기 메이커
24. 야마마야 (ヤママヤー)
  1. 진로 (進路)
  2. 대결 (対決)
  3. 빨리 가자 (はやく行こう)
  4. 인망 (人望)
  5. 마야와 함께 (マヤーと一緒)
25. 수험! (受験!)
  1. 진로상담(進路相談)
  2. 합격기원(合格祈願)
  3. 화이팅(ファイト)
  4. 공부 모임(勉強会)
  5. 토모와 오사카 운명의 날 (ともと大阪 運命の日)
26. 졸업식 (卒業式)
  1. 첫 졸업(初めての卒業)
  2. 만감(万感)
  3. 슬픔(悲しみ)
  4. 모교(母校)
  5. 모두(みんな)

## 같이 보기
- 요츠바랑!